# Baklawa El Bey
Un baklawa El Bey (arabe : بقلاوة الباي) est une pâtisserie tunisienne à base d'amandes en poudre, de sucre et d'eau de rose. Elle est souvent composée de trois couleurs : le vert, le rouge et le blanc.